# Luisa Arnanz
Luisa Arnanz (8 de agosto de 1972) es una deportista española que compitió en taekwondo.
Ganó dos medallas en el Campeonato Mundial de Taekwondo, en los años 1997 y 2001, y tres medallas en el Campeonato Europeo de Taekwondo entre los años 1998 y 2002.

## Palmarés internacional
| Campeonato Mundial | Campeonato Mundial       | Campeonato Mundial | Campeonato Mundial |
| Año                | Lugar                    | Medalla            | Categoría          |
| ------------------ | ------------------------ | ------------------ | ------------------ |
| 1997               | Hong Kong (China)        | Medalla de bronce  | –60 kg             |
| 2001               | Jeju (Corea del Sur)     | Medalla de bronce  | –67 kg             |
| Campeonato Europeo |                          |                    |                    |
| Año                | Lugar                    | Medalla            | Categoría          |
| 1998               | Eindhoven (Países Bajos) | Medalla de plata   | –63 kg             |
| 2000               | Patras (Grecia)          | Medalla de bronce  | –63 kg             |
| 2002               | Samsun (Turquía)         | Medalla de bronce  | –67 kg             |